# 3867 Shiretoko
3867 Shiretoko è un asteroide della fascia principale. Scoperto nel 1988, presenta un'orbita caratterizzata da un semiasse maggiore pari a 2,3506390 UA e da un'eccentricità di 0,1073814, inclinata di 6,27304° rispetto all'eclittica.